# Тополіна
Тополіна (пол. Topolina) — село в Польщі, у гміні Велішев Леґьоновського повіту Мазовецького воєводства.
Населення — 64 особи (2011).
У 1975-1998 роках село належало до Варшавського воєводства.

## Демографія
Демографічна структура станом на 31 березня 2011 року:
|          | Загалом | Допрацездатний вік | Працездатний вік | Постпрацездатний вік |
| -------- | ------- | ------------------ | ---------------- | -------------------- |
| Чоловіки | 35      | 3                  | 29               | 3                    |
| Жінки    | 29      | 3                  | 22               | 4                    |
| Разом    | 64      | 6                  | 51               | 7                    |